# 島村輝
島村 輝（しまむら てる、1957年9月13日 - ）は、日本の国文学者。フェリス女学院大学教授。専門は、日本近代文学、プロレタリア文学。

## 来歴

### 学歴
東京都出身。1976年3月東京教育大学附属駒場高等学校卒業。1981年3月東京大学文学部国語国文学専修課程国文学専攻卒業。1984年3月東京大学大学院人文科学研究科国文学専門課程修士課程、1989年3月同国文学専門課程博士課程単位取得。

### 職歴
- 1987年4月-1995年3月共立女子短期大学文科非常勤講師。
- 1989年4月-1992年3月　女子美術大学芸術学部講師
- 1991年4月-1992年3月　学習院大学文学部非常勤講師
- 1992年4月-1998年3月　女子美術大学芸術学部助教授
- 1997年8月-1997年8月　信州大学人文学部非常勤講師
- 1998年4月-2009年3月　女子美術大学芸術学部教授
- 1999年2月-1999年3月　北京日本学研究センター派遣教授
- 2002年9月-2002年11月　広州外語外貿大学東方語言文化学院招聘講師
- 2003年4月-2007年3月　聖心女子大学文学部非常勤講師
- 2004年4月-2006年3月　早稲田大学教育学部非常勤講師
- 2005年4月-2009年3月　女子美術大学大学院教授
- 2006年3月-2006年4月　北京大学日本文化研究所招聘講師
- 2008年4月-2009年3月　早稲田大学理工学術院非常勤講師
- 2008年4月-2011年3月　東京大学教養学部非常勤講師
- 2009年4月 フェリス女学院大学文学部日本文学教授
- 2009年4月 フェリス女学院大学大学院人文科学研究科日本文学専攻教授
- 2009年4月-2011年3月　慶応大学文学部非常勤講師
- 2009年4月-2011年3月　慶応大学大学院人文科学研究科非常勤講師
- 2009年4月-2012年3月　早稲田大学教育学部非常勤講師
- 2009年4月-2015年3月　女子美術大学大学院非常勤講師
- 2014年4月 フェリス女学院大学文学部日本語日本文学科教授
- 2018年4月 フェリス女学院大学大学院人文科学研究科日本語日本文学専攻教授
- 2020年4月-2022年3月　東京大学大学院総合文化研究科言語情報科学専攻客員教授

女子美術大学芸術学部講師・助教授・教授を経て、2009年4月よりフェリス女学院大学文学部日本文学科（2014年度より日本語日本文学科）教授。

## 業績
小林多喜二に関する研究、著作、講演、その他プロレタリア文学、モダニズム文学関係の研究など多数。「蟹工船」エッセーコンテスト選考委員長などを歴任。2008年9月には、イギリス・オックスフォード大学で開催された「2008年オックスフォード多喜二シンポジウム」の共同コーディネーターを務めた。2009年6月から2011年6月まで日本社会文学会代表理事。2011年2月刊行のDVD版『小林多喜二草稿ノート・直筆原稿』刊行委員会代表。また近年は梅原北明が関わった、エロ・グロ関連雑誌『変態・資料』『グロテスク』『文藝市場』『カーマシヤストラ』『談奇党・猟奇資料』の復刻を監修、ゆまに書房より相次いで刊行した。2019年11月には日本近代文学会・昭和文学会・日本社会文学会の共催による日本近現代文学研究関連三学会合同国際研究集会の実行委員長を務めた。2022年3月より24年3月まで、日本近代文学会代表理事。
平和問題、社会問題についての発言や行動も多く、「逗子・葉山九条の会」前事務局長。2011年3月11日の「東日本大震災」以降、ブログ、ツィッター等にて津波防災、福島第一原発事故、政権の在り方等についての批判的検討を継続して行っている。

## 著書

### 単著
- 『臨界の近代日本文学』（1999年 世織書房）
- 『心のノート』の言葉とトリック』（2005年 つなん出版）
- 『志賀直哉の短編小説を読み直す (読み直し文学講座)』（2021年　かもがわ出版）
- 『小林多喜二の代表作を読み直す (読み直し文学講座)』（2021年　かもがわ出版）

### 編著、共編著
- 『大江健三郎 日本文学研究論文集成』（1998年 若草書房）
- 『コレクション・モダン都市文化 第15巻 エロ・グロ・ナンセンス』（2005年　ゆまに書房）
- 『ポストコロニアルの地平―文学年報2』飯田祐子,高橋修,中山昭彦,吉田司雄共編（2005年 世織書房）
- 『小林多喜二草稿ノート・直筆原稿』（DVD-ROM版）雄松堂書店、2011年2月。
- 『「文学」としての小林多喜二』神谷忠孝,北条常久共編（2005年 至文堂『国文学 解釈と鑑賞別冊』）
- 『少女少年のポリティクス』飯田祐子,高橋修,中山昭彦共編著（2009年　青弓社）
- 『被爆を生きて―作品と生涯を語る』林京子（聞き手、2011年 岩波ブックレット）
- 『少しだけ「政治」を考えよう！若者が変える社会』小ヶ谷千穂,渡辺信二共編（2018年　松柏社）
- 『アジアの戦争と記憶―二〇世紀の歴史と文学』岩崎稔,成田龍一共編（2018年　勉誠出版）